# امبار (ویرجینیا)
امبار، ویرجینیا (به انگلیسی: Ambar, Virginia) یک منطقهٔ مسکونی در ایالات متحده آمریکا است که در ویرجینیا واقع شده‌است.